# Пивњична-Здрој
Пивњична-Здрој (пољ. Piwniczna-Zdrój) је град у Пољској у Војводству Малопољском у Повјату новосончански. Према попису становништва из 2011. у граду је живело 5.999 становника.

## Становништво
Према прелиминарним подацима са пописа, у граду је 2011. живело 5.999 становника.
| 2002. | 2011. | 2012. |
| ----- | ----- | ----- |
| 5.769 | 5.999 | 5.993 |

## Партнерски градови
- Balatongyörök